# Argyra spoliata
Argyra spoliata är en tvåvingeart som beskrevs av Kowarz 1879. Argyra spoliata ingår i släktet Argyra och familjen styltflugor. Enligt den finländska rödlistan är arten sårbar i Finland. Arten är reproducerande i Sverige. Artens livsmiljö är källmiljöer. Inga underarter finns listade i Catalogue of Life.